# Lili Elbe
Lili Ilse Elvenes, lépe známá jako Lili Elbe (přechýleně Lili Elbeová; 28. prosince 1882 – 13. září 1931), byla dánská trans žena a jedna z prvních zaznamenaných osob, které podstoupily operativní změnu pohlaví. Narodila se jako Einar Magnus Andreas Wegener a pod tímto jménem byla úspěšným malířem. Po úspěšné tranzici se legálně přejmenovala na Lili Ilse Elvenes a úplně přestala malovat.
Za Elbin rok narození se někdy považuje rok 1886. Zdá se, údaj pochází z jedné biografické knihy, kde byly některé údaje změněny kvůli ochraně identit zde uvedených osob. Konkrétní odkazy na život Elbiny manželky Gerdy Gottliebové naznačují, že rok 1882 je správný, protože se vzali během studia na vysoké škole v roce 1904. Její autobiografie Man into Woman byla uveřejněna po její smrti v roce 1933.

## Manželství a práce modela
Wegener se s Gerdou Gottliebovou seznámil během studia na Royal Danish Academy of Fine Arts v Kodani. Vzali se v roce 1904, když Gerdě bylo 18 a Einarovi 22. Oba pracovali jako ilustrátoři, Wegener se specializoval na malby krajin, Gottliebová ilustrovala knihy a módní časopisy. Oba dva cestovali po Itálii a Francii, nakonec se usadili v Paříži, kde Elbe mohla žít otevřeně jako žena a Gerda Gottliebová jako bisexuálka. V roce 1907 obdržela Elbe Neuhausenovu cenu a vystavovala na Kunstnernes Efterårsudstilling (Umělecká podzimní výstava), ve Vejle Art Museum a v Saloon and Salon d'Automme v Paříži. Je zastoupena ve Vejle Art Museum v Dánsku.
Do dámských šatů se Elbe začala oblékat potom, co pro Gottliebovou zastoupila chybějící modelku. Byla požádána, aby si oblékla punčochy a boty na podpatku, takže její nohy mohly nahradit nohy modelky. Elbe se v tom oblečení cítila překvapivě pohodlně a začala sebe samu vidět jako ženu. Za nějaký čas se Gerda Gottliebová pro své obrazy, na kterých se objevovala elegantně odívaná krásná žena s vyzývavýma mandlovýma očima, stala slavnou. V roce 1913 byla nic netušící veřejnost šokována zjištěním, že modelka s ženskými rysy, která tato zobrazení jemných osudových žen inspirovala, byl doopravdy Gottliebové manžel, „Elbe“.
Ve dvacátých a třicátých letech se Elbe začala pravidelně prezentovat jako žena, objevovala se tak na různých slavnostech a bavila hosty ve svém domě. Jedna z věcí, které měla ráda, bylo mizet v ženském oblečení a zaplétat se do rozhýřených davů na ulicích Paříže během Karnevalu. Když byla oděná v dámském, byla Elbe svou ženou Gerdou představována jako Einarova sestra. O těch převlecích věděli jen její nejbližší přátelé.

## Operace a rozpad manželství

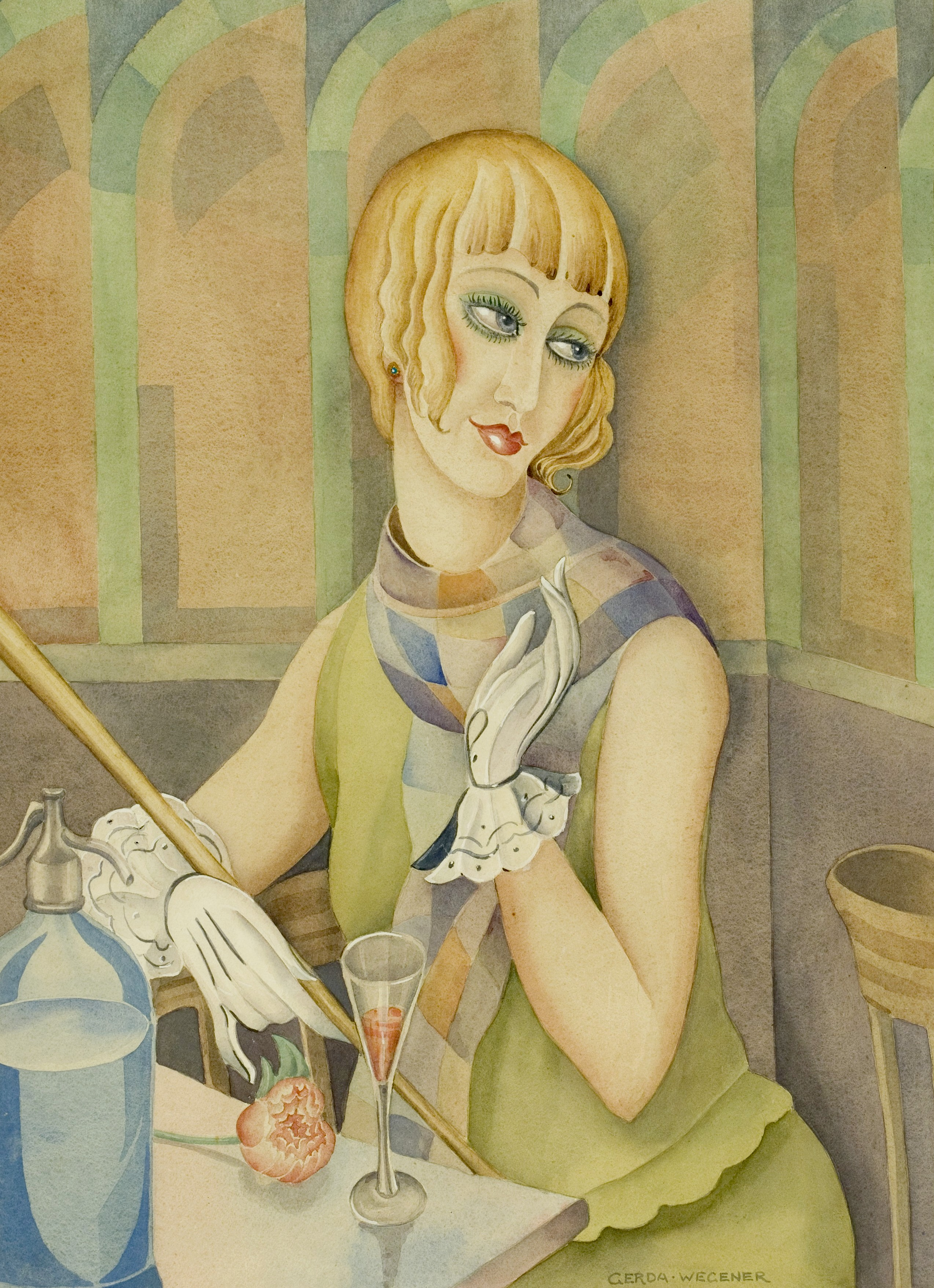
Gerda Gottlieb: Lili Elbe

V roce 1930 Elbe podstoupila v Německu operativní změnu pohlaví, která byla v té době experimentální. Během dvou let si nechala provést čtyři zákroky. První operace, během níž došlo k odstranění varlat, se uskutečnila pod dohledem sexuologa Magna Hirschfelda v Berlíně. Zbylé operace provedl Kurt Warnekros, doktor na ženské klinice v Drážďanech. Druhý zákrok spočíval v implantování vaječníků do její břišní svaloviny, třetí v odstranění penisu a šourku a čtvrtá v transplantaci dělohy a zhotovení vagíny.
V době poslední operace už byl v dánských a německých novinách Elbin případ senzací. Dánský soud v říjnu 1931 anuloval manželství Wegenerových a Elbe se podařilo legálně změnit jméno i pohlaví, včetně obdržení pasu jako Lili Ilse Elvenes. Úplně přestala malovat, věřila, že to byla část identity Einara. Protože už s Gerdou nebyli manželé, bylo jejich manželství oficiálně zrušeno. Po zrušení svazku se Elbe vrátila do Drážďan na poslední operaci.
Věří se, že Lili byla intersex, ale detaily jejího stavu nejsou jasné. Je jisté, že měla spíš ženské tělo a obličejové rysy, které jí umožňovaly vypadat jako mladá žena lépe než jako muž. Když se na veřejnosti prezentovala jako muž, často byla považována za mladou ženu v kalhotách převlečenou za muže. Hormonální testy provedené před první operací ukazovaly více ženských než mužských hormonů. Některé zprávy naznačují, že měla v břiše zakrnělé vaječníky. Je pravděpodobné, že měla o jeden chromozom navíc (karyotyp XXY; Klinefelterův syndrom), což je stav, který medicína nedokázala rozpoznat až do roku 1942.

## Smrt
Lili začala vztah s francouzským obchodníkem s uměním Claudem Lejeune, kterého si chtěla vzít a založit s ním rodinu. Těšila se na svou poslední operaci zahrnující transplantaci dělohy, aby jednou mohli mít děti. V červenci 1931 podstoupila svou čtvrtou operaci, v níž měla získat dělohu a zhotovení vagíny. Tehdy byly oba zákroky čistými experimenty. Bez medikace, která by zabránila odmítání orgánu, se nezotavila a zemřela 13. září 1931, tři měsíce po zákroku, kvůli srdeční zástavě způsobené odmítáním dělohy jejím imunitním systémem a výsledné infekci.

## V populární kultuře
Queer filmový festival MIX Copenhagen uděluje čtyři ceny „Lili“. David Ebershoff napsal v roce 2000 Dánskou dívku, zbeletrizovaný život Lili Elbe. Stala se mezinárodním bestsellerem a byla přeložena do mnoha jazyků. Kniha byla zpracována i jako film, produkovaný Gailem Mutruxem a Neilem LaBute, v hlavní roli s Eddiem Redmaynem. Na Benátském filmovém festivalu v září 2015 získal kladná hodnocení, ačkoli i kritiku za ztvárnění trans ženy cisgender mužem. Téma zahrnující Gerdinu orientaci, která je doložená z námětů jejích erotických maleb, stejně tak rozpad vztahu Gerdy a Lili po rozvodu, je ve filmu i novele opomenuto.